# Carmelo Busaniche
José Carmelo Busaniche (Santa Fe, 4 de mayo de 1910 - 6 de septiembre de 1978) fue un abogado e historiador argentino, especializado en la historia de la provincia de Santa Fe.

## Biografía
Se recibió de abogado en la Universidad Nacional del Litoral. Fue presidente del censo escolar provincial en 1937, secretario de la gobernación de la provincia de Santa Fe entre 1937 y 1938, subsecretario del Ministerio de Instrucción Pública y Fomento de la provincia e interventor de la Dirección General de Escuelas Normales y Especiales de la provincia en 1942.
Fue delegado de la Comisión Nacional de Museos y Monumentos y miembro fundador de la Junta de Estudios Históricos de Santa Fe en 1938. Fue profesor de Historia en la Escuela Normal Nacional y en la Escuela Superior Nacional de Comercio «Domingo Guzmán Silva» de su ciudad natal, y profesor de Historia Constitucional y de Historia Argentina en la Universidad Nacional del Litoral, y de Historia Institucional en la Universidad Católica Argentina, sede Rosario. Fue miembro de otras instituciones y habitual ponente en congresos nacionales.
Durante y después de la presidencia de Juan Domingo Perón, mientras continuaba su actividad docente, concentró su actividad profesional en la enseñanza del derecho en la Universidad del Litoral: profesor de Derecho Público en 1948, de Derecho Constitucional en 1953 y de Historia Constitucional en 1957. En 1966 fue miembro del Consejo Directivo de la Facultad de Ciencias Jurídicas y Sociales.
Entre 1957 y 1958 fue intendente de facto de la ciudad de Santa Fe.

## Obra
- Domingo Cullen (1939)
- Mariano Vera (1941)
- Leyes y decretos usuales de la provincia de Santa Fe" (1943)
- Hombres y hechos de Santa Fe (1946, reeditado y ampliado en 1955 y 1970)
- Antecedentes y creación de la Universidad Nacional del Litoral (1977)